# Harmony (Maine)
Harmony és una població dels Estats Units a l'estat de Maine (EUA). Segons el cens del 2000 tenia 954 habitants.

## Demografia
Segons el cens del 2000, Harmony tenia 954 habitants, 388 habitatges, i 301 famílies. La densitat de població era de 9,5 habitants/km².
Dels 388 habitatges en un 25,8% hi vivien nens de menys de 18 anys, en un 60,3% hi vivien parelles casades, en un 10,3% dones solteres, i en un 22,4% no eren unitats familiars. En el 17,5% dels habitatges hi vivien persones soles el 8,5% de les quals corresponia a persones de 65 anys o més que vivien soles. El nombre mitjà de persones vivint en cada habitatge era de 2,45 i el nombre mitjà de persones que vivien en cada família era de 2,7.
Per edats la població es repartia de la següent manera: un 20,5% tenia menys de 18 anys, un 6,2% entre 18 i 24, un 25,8% entre 25 i 44, un 29,1% de 45 a 60 i un 18,3% 65 anys o més.
L'edat mediana era de 44 anys. Per cada 100 dones de 18 o més anys hi havia 94,9 homes.
La renda mediana per habitatge era de 23.843 $ i la renda mediana per família de 26.131 $. Els homes tenien una renda mediana de 23.036 $ mentre que les dones 18.056 $. La renda per capita de la població era de 12.360 $. Entorn del 16,1% de les famílies i el 20,3% de la població estaven per davall del llindar de pobresa.